# Буртасы

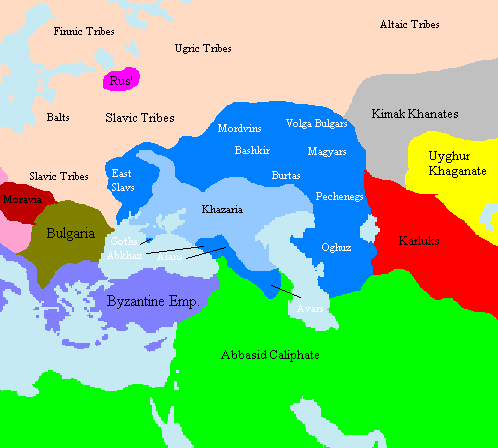
Буртасы в сфере доминирования Хазарского каганата (обозначена синим цветом), начало IX века н. э.

Бурта́сы — племенное объединение, располагавшееся по правому берегу средней Волги. Впервые упоминаются арабскими авторами в IX веке, в русских литературных памятниках — с XIII века. Этническая принадлежность буртасов является дискуссионной.

## История
Этноним «буртас» с 1-й четверти IX века упоминается в трудах средневековых арабских и персидских географов: Ибн Руста, Ибн Хаукаля, аль-Масуди и др. Буртасы занимались скотоводством, земледелием, охотой и бортничеством, вели торговлю мехами. Единого правителя не имели, управлялись старейшинами. В одном арабском источнике говорится, что «у них деревянные дома, в
них живут зимою, и шатры, в них они обитают летом».
Буртасы жили в V—XI веках по обоим берегам Волги (примерно от современной Сызрани до Волгограда на территории нынешних Саратовской и Ульяновской областей). В VII веке буртасы выставляли до 10 тыс. всадников, совершавших походы на волжских булгар и печенегов. С конца VII века они находились под властью Хазарского каганата, а в конце X века — в зависимости от Руси. В VII—VIII веках через их территорию двигались на север булгары, занявшие северные земли буртасов.
После прихода в XI веке половцев буртасы Нижней Волги постепенно теряют значение и перестают упоминаться арабскими авторами. В XI веке продвинулись далее на северо-запад, в верхний бассейн Суры и частично Мокши и Цны (где, на западе Пензенской области, имеется река Буртас).
В начале XII в. упоминаются в русских летописях (наряду с мордвой и черемисами) как народ, зависимый от киевских князей. В 1380 году буртасы входили в состав войск беклербека Мамая, участвовавших в Куликовской битве. В актовых документах XVI—XVII веков они фигурируют как пришлое население Мордовского и Мещёрского края. 
Буртасы оказали влияние на этнокультурное развитие народов Среднего Поволжья: волжских булгар, татар (в первую очередь, мишарей), мордвы и других. Мишарей вплоть до XVIII века также называли буртасами.   Исследователь буртасов историк Г. Н. Белорыбкин считает буртасов предками мишарей и части башкир.

## Теории происхождения
Этнолингвистическая принадлежность буртасов определяется гипотетически. Существует несколько основных версии происхождения.
Николай Ашмарин считал что от этнонима Буртас происходит слово Мордас - т.е. Мордва, так как сами себя они разделяют на Эрзя и Мокша. Переход произошел через типичный для булгар (огур) и огузов, лингвистический переход где типично кыпчакское "М" переходит в "Б" и "П": слово «я» (огузы и огуры) ещё в древности произносили бä(н), а кыпчаки – мäн. Тат. мең, чув. пин - «тысяча»; тат. миләш, чув. пилеш - «рябина»; тат. мәчә, чув. пĕçи, пĕçук - «кошка»; тат. мичеү, чув. пичев - «пристяжка, припряжка» и т. д. В татарском даже в русских заимствованиях вместо начального звука «п» является «м»: печь > мич, бочка > мичке. Булгарское пуртас перешло через татар в мордас далее в мордва, где слово борт < морд , как и в слове удморт означает человек и ас - племя.
Археолог Г. Е. Афанасьев, отождествляет буртас с аланами, приводя иранскую этимологию буртас от furt as (то есть «асы, живущие у большой реки»). Иранское происхождение буртасов поддерживал и О. И. Прицак. Е. С. Галкина приводит факты трупосожжения у буртасов и отождествляет их с аналогичными ритуалами у сармато-алан.
М. З. Закиев, А. М. Орлов, А. Х. Халиков,  М. Р. Полесских, Г. Н. Белорыбкин и некоторые другие авторы предполагают тюркоязычность буртас и их родство с волжскими булгарами.
Питер Голден отождествляет буртас с частью финно-угорского массива, предками мишарей и мордвы. А. П. Новосельцев связывает буртасов с памятниками городецкой археологической культуры, которая обычно трактуется как финно-угорская.